# Martin Rubin
Martin Rubin (Thun, 4 de agosto de 1964) es un exjugador de balonmano suizo que jugaba de lateral derecho. Fue un componente de la selección de balonmano de Suiza, con la que disputó 239 partidos y marcó 878 goles.
En la actualidad ejerce de entrenador.
Es padre del también jugador de balonmano Lenny Rubin.

## Clubes

### Como jugador
| Club               | País     | Año       |
| ------------------ | -------- | --------- |
| Wacker Thun        | Suiza    | ?-1995    |
| TSV Bayer Dormagen | Alemania | 1995-1998 |
| Wacker Thun        | Suiza    | 1998-2001 |

### Como entrenador
| Club                    | País  | Año       |
| ----------------------- | ----- | --------- |
| Wacker Thun (asistente) | Suiza | 2001-2003 |
| BSV Bern Muri           | Suiza | 2003-2007 |
| Wacker Thun             | Suiza | 2007-2021 |
| BSV Bern Muri           | Suiza | 2021-Act. |